# Dhuseni (Lamjung)
Dhuseni (nep. धुसेनी) – gaun wikas samiti w zachodniej części Nepalu w strefie Gandaki w dystrykcie Lamjung. Według nepalskiego spisu powszechnego z 2001 roku liczył on 314 gospodarstw domowych i 1547 mieszkańców (849 kobiet i 698 mężczyzn).